# دایجوسای
دایجوسای (انگلیسی: Daijosai) یک مراسم مذهبی ویژه است که در نوامبر پس از بر تخت سلطنت انجام می‌شود، که در آن امپراتور ژاپن برای آرامش خاطر و برداشت غنی از خدای خورشید آماتراسو (天照) تشکر می‌کند.